# Filippo Lupi
Filippo Lupi (Bergamo, precedente il 1445 – Bergamo, 1489), come il padre Detesalvo, seguì il condottiero Bartolomeo Colleoni al servizio della Repubblica di Venezia.

## Biografia
Filippo Lupi era figlio di Detesalvo e dalla sua prima moglie certa Mazzucconi de Rivola, importante famiglia di Bergamo. La famiglia Lupi era originaria di San Giovanni Bianco in Val Brembana Sposò Dandola, figlia fu Nicola Leoni procuratore veneziano. Da questo matrimonio nacquero 25 figli di cui 21 maschi, ma solo cinque raggiunsero la maggiore età. La famiglia abitò il palazzo Lupi nella vicinia di Antecolis indicasa come casa vecchia almeno fino al XVI secolo, quando la famiglia Lupi edificò il palazzo nella parte alta di via Pignolo.
Del personaggio è conservato un ritratto  olio su tela conservato presso la Fondazione Morando-Bolognini del Castello Bolognini opera anonima di scuola lombarda.
Filippo seguì le orme paterne mettendosi al servizio del condottiero Bartolomeo Colleoni, fu infatti tra gli emissari che nel 1465 si presentarono presso l'amministrazione comunale per questioni che riguardavano la Fondazione Luogo Pio della Pietà tanto voluta dal condottiero. L'anno precedente Filippo Lupi era tra i consiglieri cittadini in data del 2 marzo. Il personaggio aveva al suo servizio ben cento uomini. Il 20 aprile 1467 i Rettori di Bergamo dovettero versargli la cifra di 200 ducati come comandato dal doge per i suoi servizi alla repubblica di Venezia nella difesa della città di Padova.
Viene citato in un ulteriore ducale del 16 maggio 1471 quando il doge veneziano gli assegna come caporale di compagnia un certo Pietro Gobbo da Zara, che era ufficiale d'istanza alla rocca di Bergamo, e nel 1474 fu fatto, sempre dal doge veneziano, cavaliere aurato come prima di lui il padre, e nel 1479 a capo del suo esercito è posto a difesa di una postazione ligure. Il 22 settembre del medesimo anno, Filippo Lupi viene indicato come abitante e cittadino di Bergamo. La sua presenza è indicata anche nel castello di Cenato quando gli è permesso di godere di pascoli e il taglio boschi con il fratello.
Morì a Bergamo prima della moglie che risulta essere curatrice dell'eredità dei figli che erano ancora in minore età. Alcuni dei suoi figli sono stati citati nei documenti riguardanti il castello di Cenate Sotto nel 1512, quando, durante le gravi giornate dell'occupazione di Bergamo da parte dei francesi, vi stanziarono i loro soldati. Nel castello il governatore di Francia  mando loro un messaggero che fu ucciso perché non vi era nessuna possibilità di dialogo da parte dei bergamaschi.